# Eupithecia scribai
Eupithecia scribai là một loài bướm đêm trong họ Geometridae.